# Platygaster tuberosula
Platygaster tuberosula est une espèce d'insectes parasitoïdes de l'ordre des hyménoptères, de la famille des Platygastridae. 
Espèce

## Cycle de vie
Cet insecte est parasitoïde des œufs, c'est-à-dire que la femelle pond ses œufs dans ceux d'une espèce hôte,. Faisant partie de la sous-famille des Platygastrinae, on le décrit comme parasitoïde spécifique où les femelles pondent spécifiquement dans les œufs de diptères de la famille des Cecidomyiidae. L'une des espèces ciblées par l'insecte est la cécidomyie orangée du blé (Sitodiplosis mosellana), un insecte ravageur important dans les pays producteurs de blé.  
L’œuf est pondu directement dans celui de son hôte ou lorsque la progéniture de ce même hôte se trouve à son premier stade de développement larvaire. L'insecte parasitoïde se développe dans son hôte jusqu'à émerger au stade adulte (imago) synchronisé avec son hôte qui se trouve au stade de pupe ou prépupal.

## Lutte biologique

### Cas d'introduction contre la cécidomyie orangée du blé
Dans le secteur de la production du blé au Canada, les ennemis naturels les plus importants de la cécidomyie orangée du blé sont les guêpes parasitoïdes Macroglenes penetrans (famille: Pteromalidea) et Platygaster tuberosula. La première a été observée dans l’ouest canadien depuis l’épidémie de 1984 en Saskatchewan. Elle parasite aussi les œufs des cécidomyies et peut causer une forte pression sur leur population pouvant causer une mortalité de 30 à 40% . Par contre, M. penetrans n’est efficace que lorsque les populations sont faibles. À partir des observations faites dans l'ouest canadien depuis les années 1980, ce parasitoïde est peu efficace comme contrôle biologique naturel lors de grandes infestations de cécidomyies orangées du blé,. Pour régler les écarts de pertes, Agriculture Canada en partenariat avec l'Institut international pour la lutte biologique, à Delémont en Suisse, ont entrepris un projet de lutte biologique afin d’améliorer le parasitisme en champ au Canada en introduisant un autre parasitoïde. P. tuberosula a donc été introduit en 1993 avec succès ayant eu une incidence marquée sur la population cécidomyie avec un taux de parasitisme similaire à celui observé en Europe. Malgré le faible taux d'individus recensé en début d'introduction, la population de ce dernier n'a cessé de croitre les années suivantes, soit 5 fois de 1993 à 2001.